# Emil Seling
Emil Seling (* 25. November 1868 in Wien; † 4. Juni 1939 in Berlin) war ein deutscher Dirigent, Musikpädagoge und Komponist.

## Leben und Wirken
Nach Absolvierung des Schottengymnasiums und Besuch einer Orgelschule (1885) studierte er ab 1887 an der Universität Wien als Hörer bei Max Dietz, Eduard Hanslick und Anton Bruckner. Nach bestandener Staatsprüfung (für Klavier, Orgel und Gesang) war er ab 1892 Gesangslehrer in Wien. Im September 1896 traf er in Karlsbad Johannes Brahms, der sich dort einer Kur unterziehen musste, zusammen. Ab 1898 wirkte er als Kapellmeister in Teplitz, Prag, Elberfeld, Karlsbad, Troppau, Triest und Amsterdam. Im Jahr 1900 setzte er seine Studien als Hörer bei Max von Schillings und Ludwig Thuille in München fort. 1905–1908 hielt er sich erneut in Wien als Kapellmeister am Carltheater auf. Ab 1909 betätigte er sich als Gesangs- und Kompositionslehrer in Berlin, gleichzeitig als Dirigent des Orchesters der Königlichen Technischen Hochschule und ab 1910 als stellvertretender Dirigent des Philharmonischen Chores und des Lehrergesangvereins. Von 1914 bis 1918 nahm er am Ersten Weltkrieg teil. 1927 bis 1935 unterrichtete er als Professor an der Musikhochschule in Berlin.

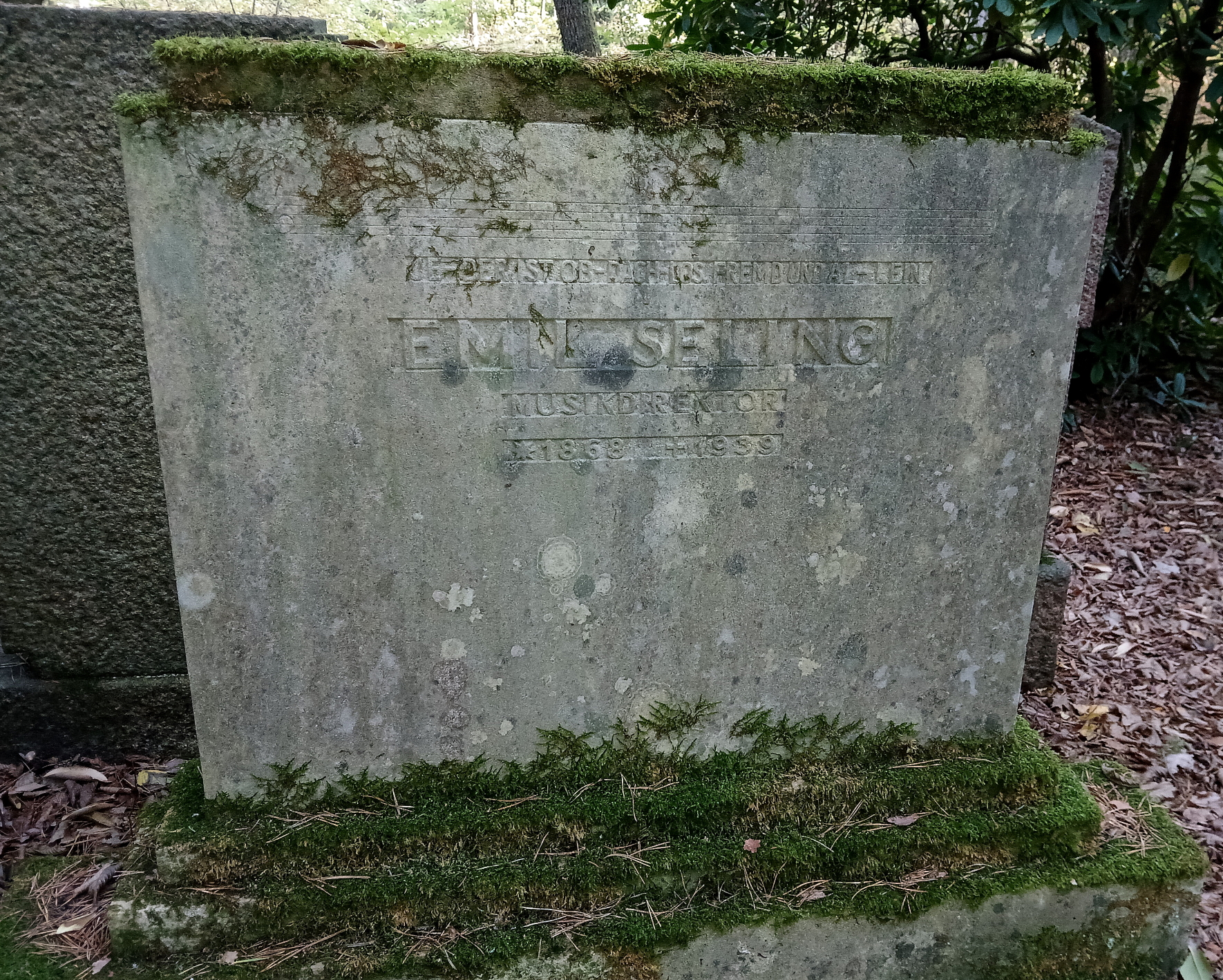
Grab auf dem Südwestkirchhof Stahnsdorf

Als Komponist schuf er die Opern Fatum (1901/02) und Medea (Handschr.), weiterhin Orchester- und Chorwerke sowie Klavier- und Violinstücke.
Seine letzte Ruhestätte befindet sich auf dem Südwestkirchhof Stahnsdorf.